# フィル・プリュー
フィル・プリュー（Phil Prew）は、イギリスのF1エンジニアである。現在はレッドブル・パワートレインズに在籍している。 

## 経歴
1993年にサウサンプトン大学を卒業後、リカルド社に入社。その後1997年にマクラーレンでのキャリアをスタートし、2001年からレースエンジニアに就任。2004年まではデビッド・クルサード、2005年から2006年まではファン・パブロ・モントーヤとペドロ・デ・ラ・ロサ、2007年から2009年まではルイス・ハミルトンのレースエンジニアを務める。
2010年、プリンシパルレースエンジニアに就任。2013年1月、チーフエンジニアに就任した。
2016年1月1日、メルセデスのエンジン部門のメルセデスAMG・ハイパフォーマンス・パワートレインズ（HPP）のチーフエンジニアとしてメルセデスと契約した。
2022年8月、レッドブル・パワートレインズ（RBPT）は、2026年以降の新世代F1パワーユニット（PU）の設計・製造を行う準備をするなかで、優れた人材の確保に努め、フィル・プリューの獲得に成功したことが明らかになった。
| 1990 - 1993       | 工学学士 (BEng), 機械工学 : 1st Class | 工学学士 (BEng), 機械工学 : 1st Class             | サウサンプトン大学 |
| 1993.09 - 1997.05 | プロジェクトエンジニア                | プロジェクトエンジニア                            | リカルド           |
| 1997.05 - 1997.12 | ビークルダイナミクスエンジニア        | ビークルダイナミクスエンジニア                    | マクラーレン       |
| 1998.01 - 2000.12 | データ分析エンジニア                  | データ分析エンジニア                              | マクラーレン       |
| 2001.01 - 2004    | レースエンジニア                      | デビッド・クルサード                              | マクラーレン       |
| 2005 - 2006       | レースエンジニア                      | ファン・パブロ・モントーヤ · ペドロ・デ・ラ・ロサ | マクラーレン       |
| 2007 - 2009.12    | レースエンジニア                      | ルイス・ハミルトン                                | マクラーレン       |
| 2010.01 - 2012.12 | プリンシパルレースエンジニア          | プリンシパルレースエンジニア                      | マクラーレン       |
| 2013.01 - 2015    | チーフエンジニア                      | チーフエンジニア                                  | マクラーレン       |
| 2016.01 - 2021    | HPP チーフエンジニア                  | HPP チーフエンジニア                              | メルセデス         |
| 2022. -           | レッドブル・パワートレインズ          | レッドブル・パワートレインズ                      | レッドブル         |